# Hipòloc de Cos
Hipòloc (grec antic: Ἱππόλοχος, llatí: Hippolochus) va ser membre de la setzena generació de la família dels Asclepíades, descendents d'Asclepi. Era fill d'Èlaf, i va viure probablement al segle v aC. A més de metge, va ser un dels dirigents de l'illa de Cos.